# Azorerna

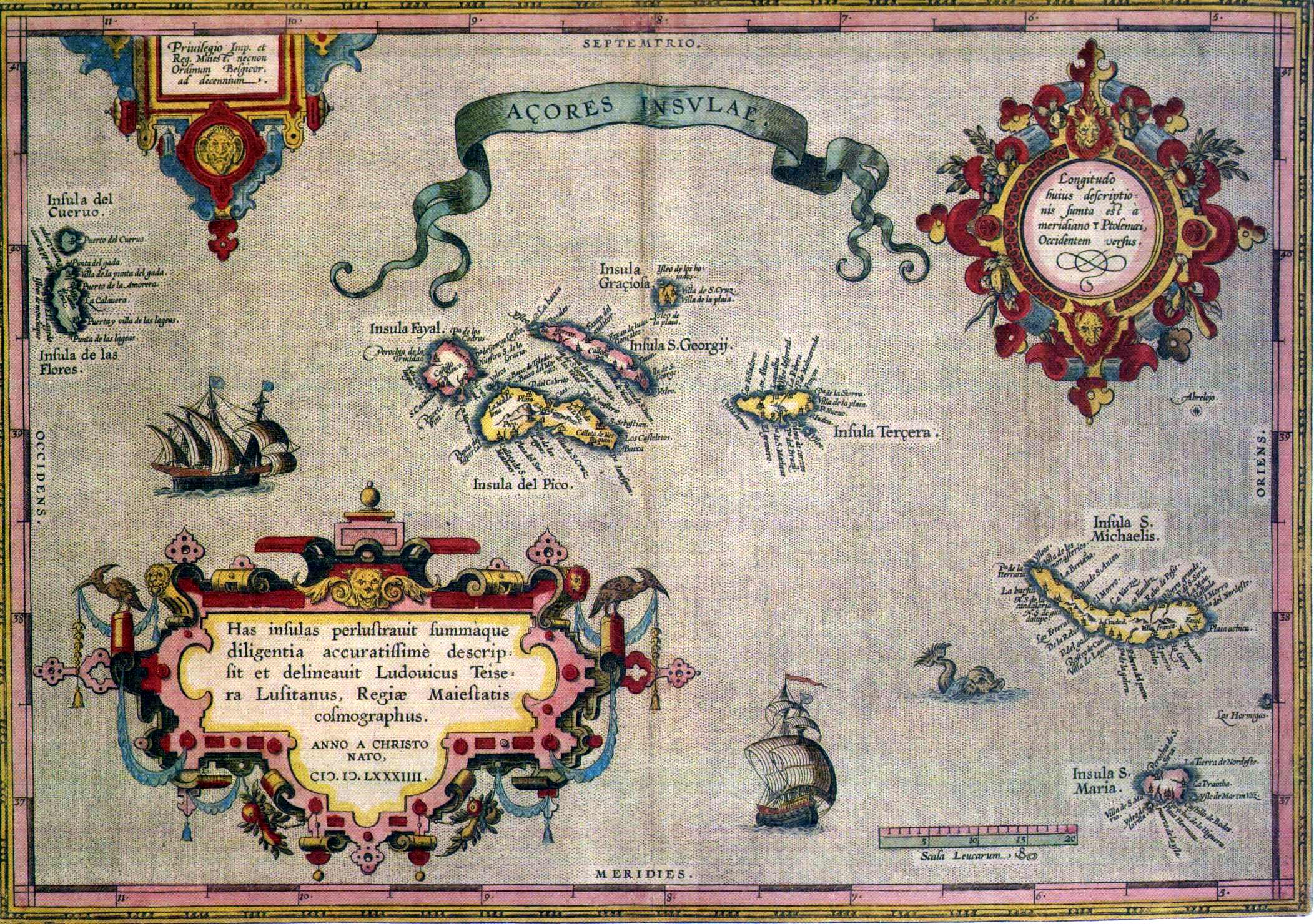
Portugisisk karta över Azorerna (1584).

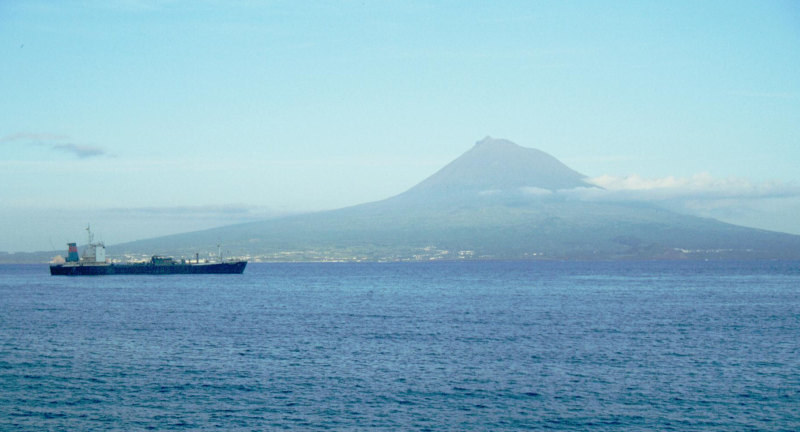
Pico

Azorerna (portugisiska Açores) är en portugisisk autonom ögrupp (região autónoma) som ligger i Atlanten, ungefär 1 500 kilometer från Lissabon och 3 400 kilometer från Nordamerikas östkust.
Azorernas nio öar har en sammanlagd area på 2 322 kvadratkilometer. São Miguel är den största ön med en area på 759 kvadratkilometer.
Till Azorerna hör även en grupp mindre öar som kallas Formigas, med en sammanlagd area av knappt 0,01 kvadratkilometer. Azorerna är vulkanöar och på ön Pico finns en vulkan med samma namn som är 2 351 meter hög. Det är den högsta vulkanen på Azorerna och även den högsta punkten i Portugal.
År 2021 hade Azorerna en sammanlagd befolkning på 236 440 människor.
Befolkningstätheten samma år var 102 personer per kvadratkilometer. Huvudort är Ponta Delgada med cirka 67 233 invånare.

## Historia
Fynd av puniska mynt på ön Corvo kan betyda att man redan i Karthago kände till Azorerna, även om de inte omtalas i grekiska eller romerska källor. Ögruppen var känd av araberna under 1000- och 1100-talen. Vid mitten av 1300-talet återupptäcks öarna av katalaner.
1427 är det datum man med säkerhet kan säga att de var upptäckta, samma år läggs ögruppen under Portugals styre. 10 år efter Madeira upptäcktes Azorernas första två öar, Santa Maria och São Miguel. Det var den portugisiske sjöfararen Diogo de Silves som seglade åt Henrik Sjöfararen som återupptäckte dem. Med detta inleddes kolonisationen av de tidigare obebodda öarna. Upptäckten av Amerika innebar ett uppsving för öarna som blev en utgångspunkt för den portugisiska kolonisationen av Brasilien.
Genom att Portugal kom under spanska kronan kom öarna att räknas som spanska 1580–1640. Under denna tid bosatte sig många morisker på öarna. 1591 var Azorerna skådeplats för sjökriget mellan Spanien och England. 1640 blev Azorerna åter portugisiska.
1832 var Azorerna utgångspunkt för ett uppror till förmån för Mikael I av Portugal. Under andra världskriget fungerade Azorerna som mellanstation för de allierades flottor, trots att Portugal var neutralt i kriget. Från 1951 har USA en Nato-flygbas på Azorerna.

## Geografi
Azorerna är utspridda på samma latitud som Lissabon, vilket ger ögruppen ett tempererat klimat, med mild årlig temperaturväxling. Medelnederbörden ökar från öst till väst och går från 700 till 1600 millimeter per år. De nio öarna har en total landareal på 2 355 km², och de olika öarna varierar i storlek från 759 km² (São Miguel) till 17 km² (Corvo).
De nio öarna delas in i tre grupper:
- Den östra gruppen (Grupo Oriental): São Miguel, Santa Maria och Formigas
- Den centrala gruppen (Grupo Central): Terceira, Graciosa, São Jorge, Pico och Faial
- Den västra gruppen (Grupo Ocidental): Flores och Corvo. Utanför Flores ligger Monchiqueön som är den västligaste punkten i världsdelen Europa.

Öarna bildades under den geologiska perioden tertiär, under den alpina fasen. De flesta av öarna var ursprungligen vulkanöar, vilket kratrar idag visar. Pico är den högsta av öarna, med en höjd på 2 351 meter över havet. Det senaste utbrottet skedde 1957, då vulkanen Capelinhos fick ett utbrott. Vulkanen ligger på västra sidan av ön Faial, och utbrottet utökade öns areal. Santa Maria är den äldsta ön.

### Natur

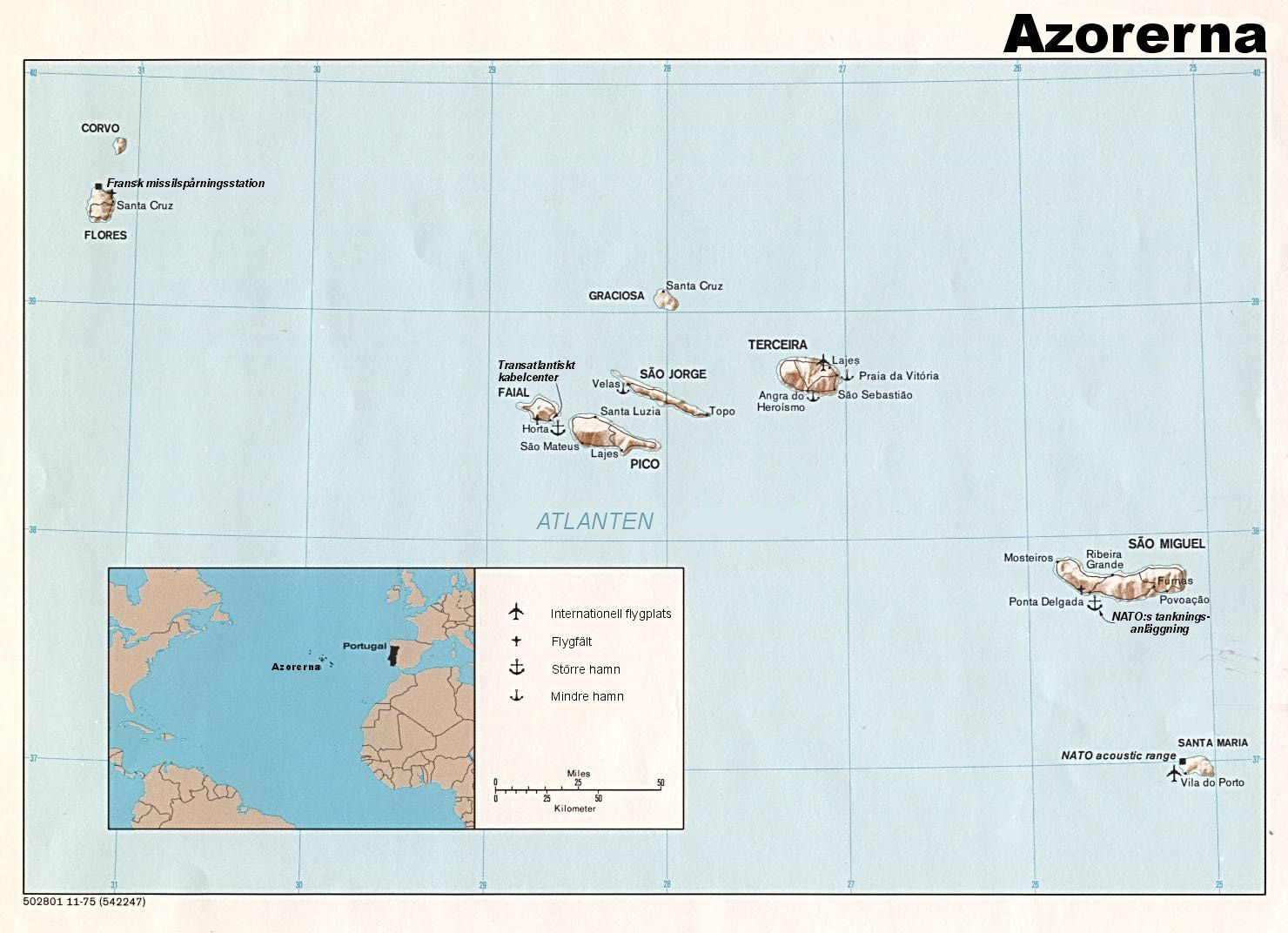
Karta över Azorerna från 1975

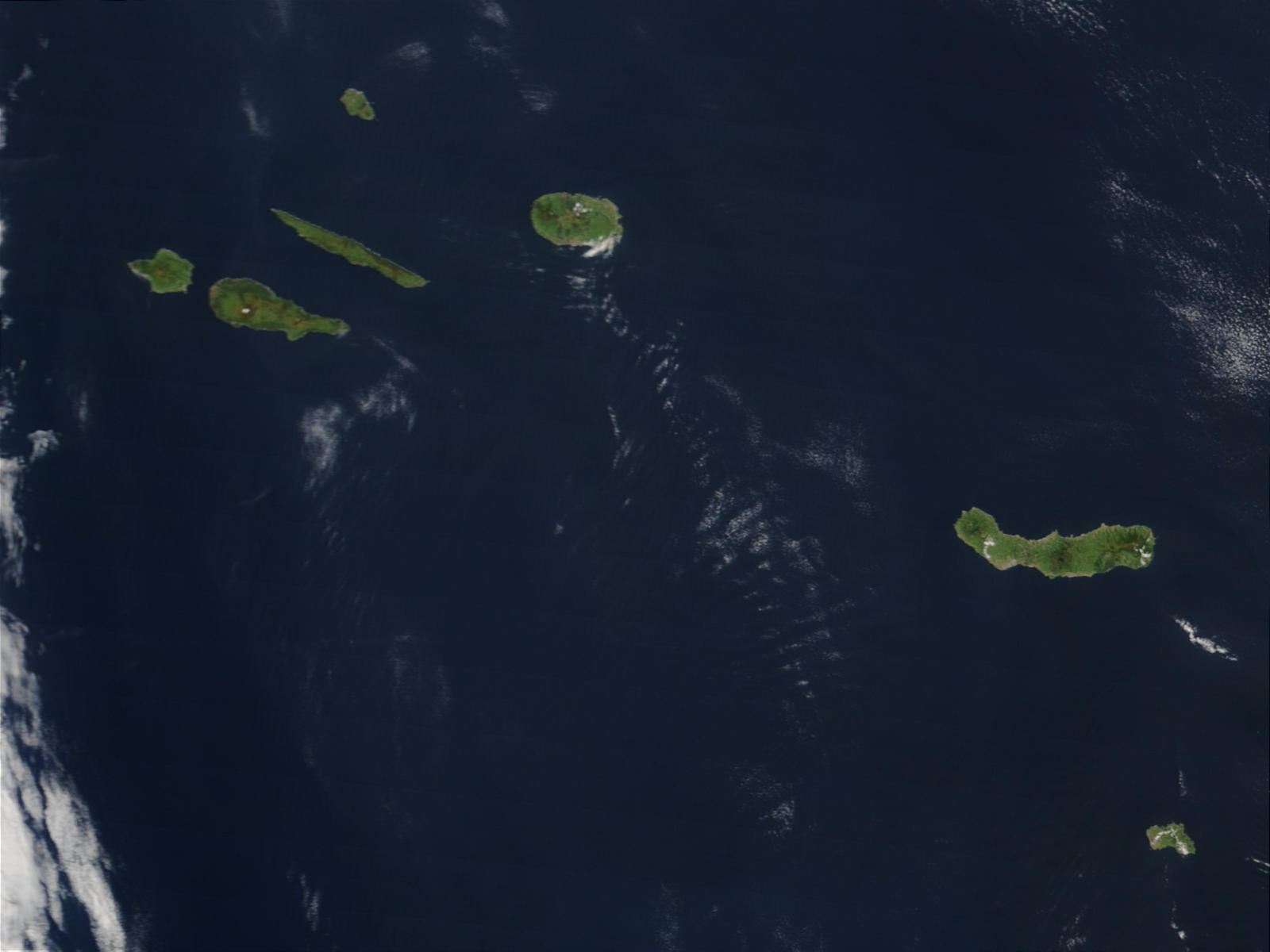
Satellitbild över Azorerna från NASA: från väster: Faial, Pico, São Jorge, Graciosa, Terceira, São Miguel, Santa Maria. Flores och Corvo finns inte med på bilden.

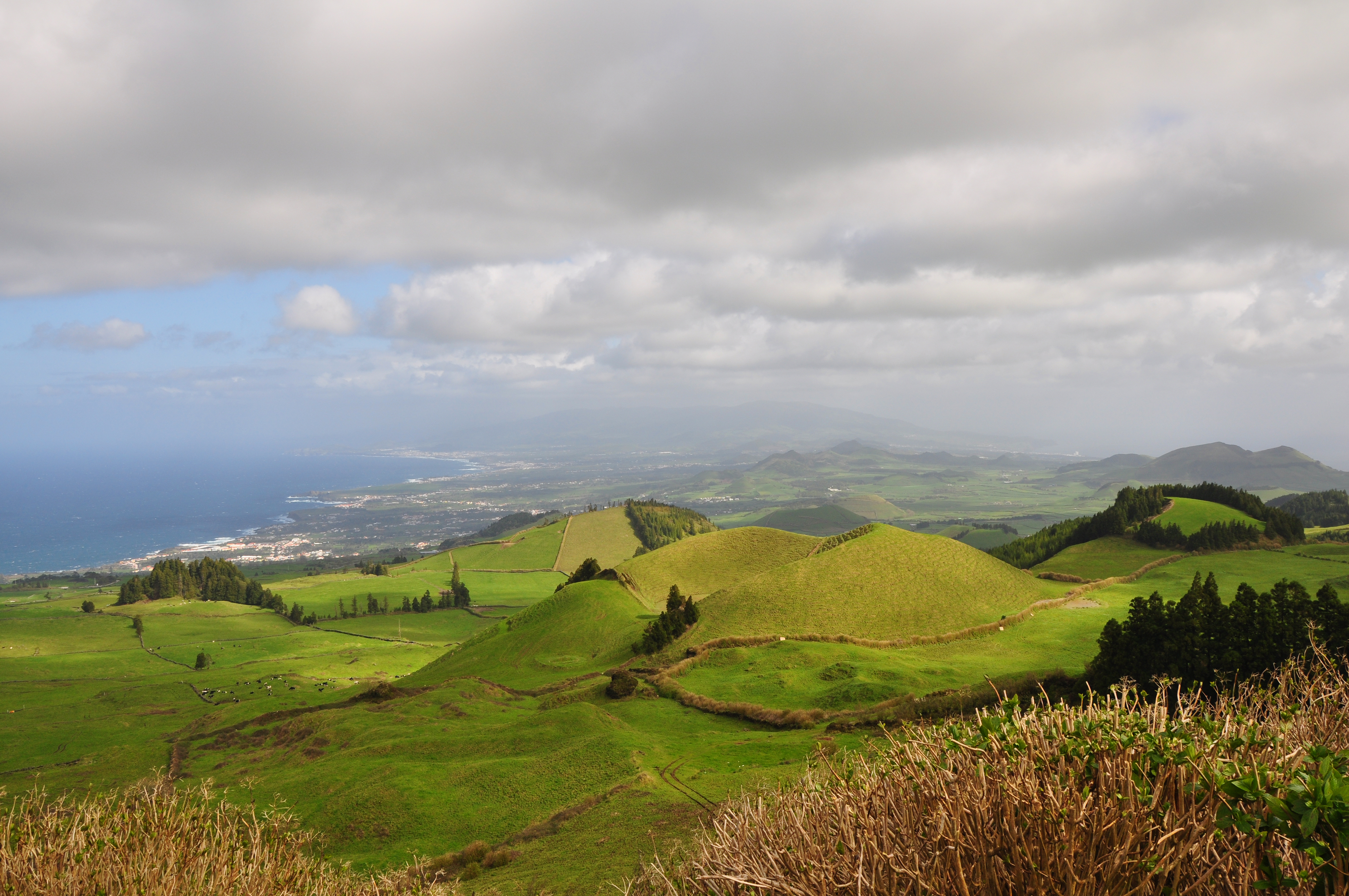
Pastoralt landskap med mjuka kullar bestående av gamla vulkankratrar på ön São Miguel.

Ur fågelperspektiv går Azorernas grundfärg i olika nyanser av grönt, och på sina håll skär hortensia kilometerlånga blå streck i landskapet. De många kratersjöarna, blommorna, bergen och de vitkalkade husen fyller sedan på i färgskalan. Azorernas natur har skapat förutsättningar för en rad aktiviteter. Vandringar och cykelturer är populära. Val- och delfinskådning och djuphavsfiske anordnas.
- Lagoa do Fogo - Kratersjön Lagoa do Fogo eller "Eldsjön" fick sitt namn då den år 1563 lyste upp hela São Miguel med sitt kraftiga vulkanutbrott. Sjön är 12–20 meter djup och turkosblå. Att vandra där lämpar sig bäst på sommaren. Där finns även ett rikt fågelliv. En strapatsfylld vandringsled går runt sjön. Mestadels går vägen längs med stranden och på ett antal platser får man vada för att komma vidare. Dock leder vandringen på en avstickare runt ett pyramidliknande berg, vilket innebär en kraftig stigning. Likaså avslutas vandringen med en ca 100 höjdmeter stigning tillbaka till parkeringen. Mest beroende på de kraftiga stigningarna, men även vadningarna, får man anse vandringsleden vara av ganska svår karaktär. Leden är numer nerlagd av myndigheterna, men det går att komma runt. Nedläggandet gör dessutom att man får en avskild vandring.

- Sete Cidades och tvillingsjöarna - Sete Cidades är en av São Miguels absoluta höjdpunkter och öns mest avbildade plats. Den enorma vulkankratern bildades så tidigt som 1445 och där ligger de berömda olikfärgade tvillingsjöarna Lagoa Azul (den blå sjön) och Lagoa Verde (den gröna sjön). Den ena skiftar i blått och den andra i grönt. Enligt sägnen fick de sina namn efter en olycklig kärlekshistoria där en blåögd prinsessa och en grönögd fåraherde inte fick leva tillsammans. De fick dock tillåtelse att träffas en sista gång och grät då så mycket att deras tårar bildade dessa sjöar. Nere vid sjön i kraterns mitt finns en by som har samma namn som kratern.

- Furnas och Lagoa das Furnas - Lagoa das Furnas är en vulkansjö som ligger på São Miguels östra del, intill staden Furnas. Det är i Furnas som vulkanisk aktivitet (som fortfarande finns på ön) märks. I området, och till och med mitt inne i byn, strömmar ånga ur marken och på vissa ställen finns vattenhål där vattnet bubblar och kokar dygnet runt. Där tillagas den berömda grytan "cozido" i värmen någon meter ner i marken. I Furnas ligger också den botaniska trädgården Terra Nostra med över 2 500 olika träd och växter. Mitt i parken ligger den omtalade "ungdomens källa" där det går att bada i det gula, järnberikade vattnet som håller en naturlig temperatur på 35 grader – vilket sägs ha en föryngrande effekt.

## Politik

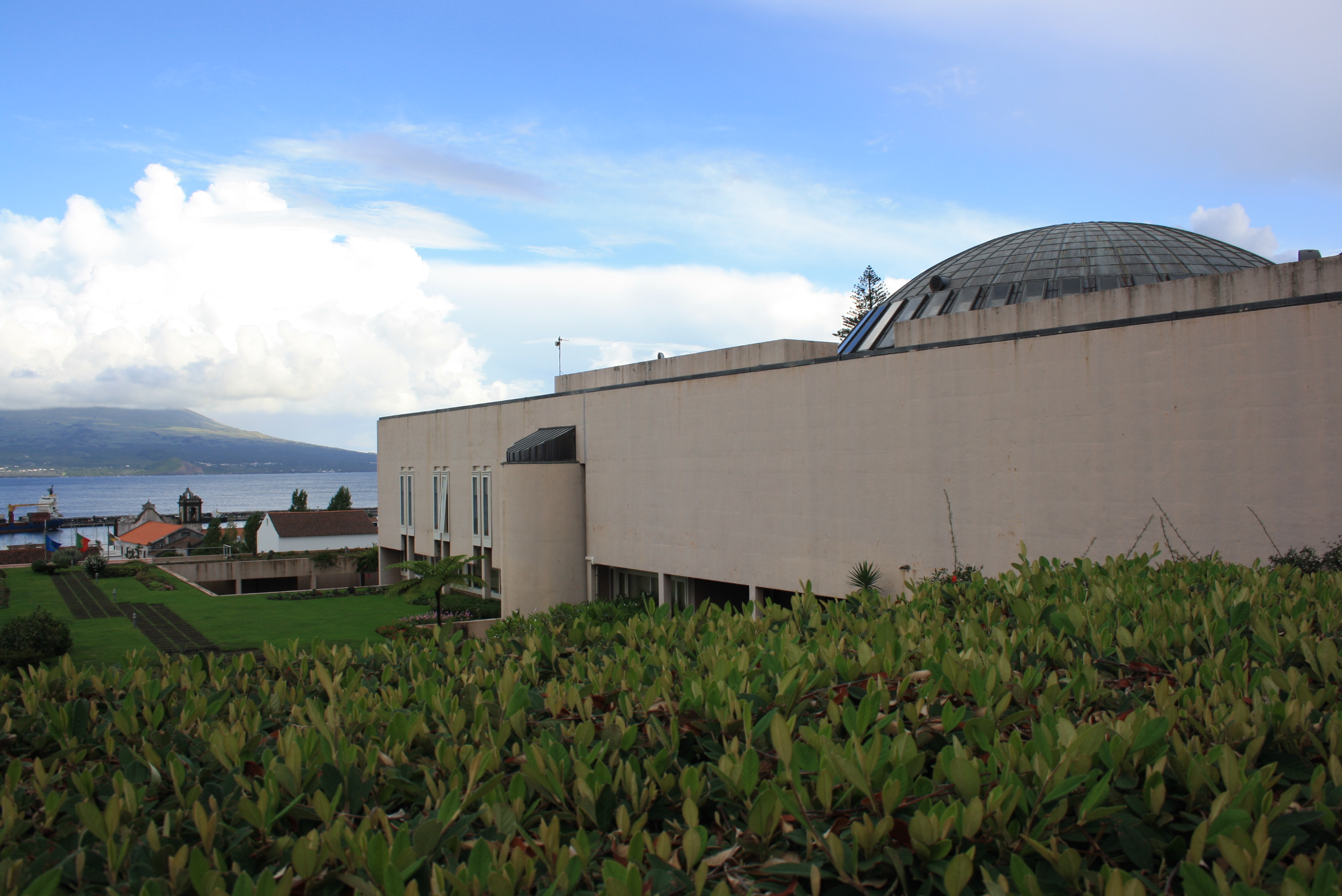
Det regionala parlamentet (Assembleia Legislativa).

Sedan Azorerna blev en autonom region, med långtgående självstyre, inom Portugal, har den verkställande makten legat i Ponta Delgada, den lagstiftande makten i Horta och den rättsliga i Angra do Heroísmo. 
Regionens president (presidente do governo) leder en regional regering (governo regional), med 7 sekreterare (secretário regional). 
Det regionala parlamentet (Assembleia Legislativa) består av 57 ledamöter, valda i perioder om fyra år. 
Azorernas politik domineras av de två största partierna i Portugal, Partido Social Democrata (mittenhöger) och Partido Socialista (mittenvänster). Socialisterna har alternerat med socialdemokraterna i att inneha majoritet i den lagstiftande församlingen. Även om PS dominerar den administrativa delen är PSD ofta mer populärt i stadsrådsval.

### Kommuner
Huvudartikel: Azorernas kommuner
Azorerna delas in i 19 kommuner (concelhos), och varje kommun delas vidare in i församlingar (freguesias). Azorerna har totalt 156 församlingar.

## Demografi
| Ö           | Befolkning (2006) | Största stad           | Kommuner |
| ----------- | ----------------- | ---------------------- | -------- |
| São Miguel  | 152 154           | Ponta Delgada          | 6        |
| Terceira    | 54 996            | Angra do Heroísmo      | 2        |
| Faial       | 14 934            | Horta                  | 1        |
| Pico        | 14 579            | Madalena               | 3        |
| São Jorge   | 9 522             | Velas                  | 2        |
| Santa Maria | 5 490             | Vila do Porto          | 1        |
| Graciosa    | 4 708             | Santa Cruz da Graciosa | 1        |
| Flores      | 3 949             | Santa Cruz das Flores  | 2        |
| Corvo       | 435               | Vila do Corvo          | 1        |

## Kultur

### Det azoriska köket
Det var först på 1980-talet som Azorerna blev ett namn på turistkartan. Innan dess var de nio öarna relativt okända och isolerade. Men sedan turisterna började komma dit har det azoriska köket utvecklats en del. Idag serveras inte bara grytor, stuvningar och fisk på São Miguel, utan även internationell mat har dykt upp, exempelvis kinesisk, mexikansk, italiensk och amerikansk mat.
I kött-, fisk- och mejeriväg importeras nästan ingenting. Korna går ute året om och föds upp på öns gräs, vilket resulterar i kött och olika mejeriprodukter, speciellt ost. Bland kötträtterna finns både filéer och stekar, olika typer av grytor och kryddstarka korvar.
Fisk och skaldjur håller också mycket hög kvalité och det finns många restauranger som specialiserat sig på just detta. Många av ägarna är fiskare och levererar färsk fisk varje dag till sin restaurang. Utbudet är stort och tillagningssätten varierande. Det vanligaste är dock grillad fisk som serveras med kokt potatis och sallad. Bland skaldjuren är räkor i olika storlekar vanligast. Även hummer, musslor och snäckor förekommer. Azorernas lokala specialitet är cracas, det vill säga små kräftdjur som lever på klipporna runt ön. Dessa serveras levande. Just São Miguel är också känd för sin frukt – den söta och saftiga ananasen och den tropiska passionsfrukten.
Azoriska maträtter
- Caldeirada de peixe – redd fisksoppa
- Fervedouros – kål- och potatissoppa
- Lapas grelhadas – små grillade skaldjur med vitlök
- Balcalhau com natas – kabeljo med gräddsås
- Chicharro - taggmakrill
- Cavaco – lokal hummer (mindre än vanlig hummer)
- Cracas – lokal havsspecialitet
- Assaduras com morcela e ananás – blodkorv med ananas
- Alcatra – marinerat nötkött tillagat med bacon, lök och vin.

Drycker
- Te - På São Miguel ligger Europas enda teplantage. Där odlas både svart och grönt te.
- Öl - Det finns två olika lokala ölsorter: Especial och Superbock. Especial är ett ljust, milt öl.
- Vin - São Miguel har egen vinproduktion, men vinerna räknas inte som särskilt bra. Däremot framställs fina viner på grannön Pico och fastlandet. Terras Lavas från Pico ska vara de bästa vita vinerna. De bästa rödvinerna är Basalto och Curral Atlantis.
- Likörer - På São Miguel tillverkas likörer tillverkade av bland annat passionsfrukt, ananas och citron.